# 4111 Lamy
4111 Lamy este un asteroid din centura principală, descoperit pe 1 martie 1981 de Schelte Bus.